# Hans Hultén
Hans Hultén, född på 1600-talet, död på 1730-talet, var en svensk guldsmed under första delen av 1700-talet.

## Biografi
Hans Hultén föddes på 1600-talet. Han blev 1714 mästare i Vimmerby under Guldsmedsämbetet i Norrköping. Som mästarstycke gjorde han en kaffebägare med lock, ring och pitzér. Han flyttade omkring 14 oktober 1721 till Västervik och fortsatte arbeta som mästare under Guldsmedsämbetet i Norrköping. Hultén flyttade omkring den 13 augusti 1730 till Skänninge och arbetade där som mästare under Guldsmedsämbetet i Norrköping, fram till 1734.
Hultén var 1714 gesäll hos änkan Anna Brandt i Västervik. Han gifte sig med henne 1715 och tog över verkstaden. Han flyttade 13 september 1727 Skänninge.

### Familj
Hultén gifte sig 31 maj 1715 i Västervik med Anna Brandt, som var änka efter guldsmeden Bergman.

## Verklista (urval)
- Sked på Nordiska Museet, tillverkad i Vimmerby.[1]

- En oblatask skänktes 1733 till Högby kyrka, Östergötland av kyrkoherde Olai Petri Gerval. I samma kyrka finns sockenbudstyg tillverkat av Hultén. Nordiska Museét har en sked tillverkad av Hultén.[7]